# Burimka, Semenivka
Burimka (în ucraineană Бурімка) este un sat în comuna Stepanivka din raionul Semenivka, regiunea Poltava, Ucraina.

## Demografie
Componența lingvistică a localității Burimka
     Ucraineană (96,84%)
     Rusă (1,7%)
     Alte limbi (0,97%)
Conform recensământului din 2001, majoritatea populației localității Burimka era vorbitoare de ucraineană (96,84%), existând în minoritate și vorbitori de rusă (1,7%).